# Amerohelea
Amerohelea is een geslacht van stekende muggen uit de familie van de knutten (Ceratopogonidae).

## Soorten
- A. frontispina (Dow and Turner, 1976)